# Strike Back
 (mai 2019).
Si vous disposez d'ouvrages ou d'articles de référence ou si vous connaissez des sites web de qualité traitant du thème abordé ici, merci de compléter l'article en donnant les références utiles à sa vérifiabilité et en les liant à la section « Notes et références ».
Strike Back est une série télévisée d'action et d'espionnage américano-britannique en 76 épisodes de 45 minutes, diffusée du 5 mai 2010 jusqu'au 17 avril 2020 sur la chaîne Sky 1 (UK) et rachetée par Cinemax (US) à partir de la saison 2. Elle est adaptée des romans de Chris Ryan, ancien SAS, inspirés de ses années de service en tant que soldat de la Couronne.
Au Canada, elle est diffusée depuis l'automne 2012 sur la chaîne Showcase. En France, la série est diffusée depuis le 10 juin 2012 sur Canal+ et à partir du 22 mai 2013 sur NRJ 12 ; au Québec à partir du 13 janvier 2013 à Super Écran puis rediffusée à partir du 3 janvier 2017 sur Ztélé. Les trois premières saisons ont été diffusées en Belgique [Quand ?] sur La Deux le dimanche en première partie de soirée. Elle reste néanmoins inédite dans les autres pays francophones.

## Synopsis
La série met en scène les agents de la Section 20 du MI-6, qui doivent protéger le Royaume-Uni contre les dangers qui le menacent…

### Saison 1 (UK)

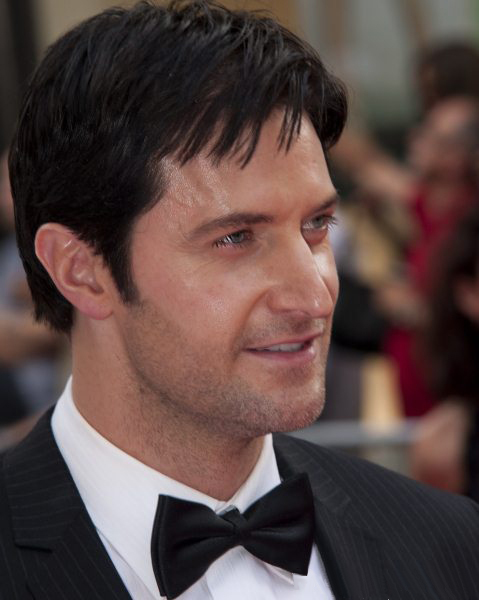
Richard Armitage, l'acteur qui joue le personnage de John Porter.

La première saison met en scène les actions de John Porter, un ancien agent du Special Air Service et Hugh Collinson, un officier de la Section 20 des services secrets britanniques (le MI6). Tous deux participent à une opération bâclée à Bassorah, la veille de l'invasion de l'Irak en 2003, dans laquelle deux soldats anglais trouvent la mort. La saison 1 établit alors trois arcs narratifs de deux épisodes chacun, et qui prennent place 7 ans après les évènements d'introduction.
Les deux premiers épisodes se concentrent sur l'enlèvement de Katie Dartmouth, une journaliste britannique, aux abords de Bassorah. Porter est redéployé pour la sauver. Les deux épisodes suivants prennent place au Zimbabwe, dont le gouvernement accuse le Royaume-Uni d'avoir orchestré une tentative d'assassinat sur le président Robert Mugabe. Porter est envoyé dans la prison où est détenu le tireur, un ancien soldat anglais, pour l'aider à s'échapper et échapper à son procès. Les deux derniers épisodes prennent place en Afghanistan et au Pakistan, où un hackeur est responsable de la mort de plusieurs soldats américains dans la province d'Helmand. Durant la série, un scénario parallèle suit les soupçons de Porter sur le véritable assassin des soldats morts à Bassorah en 2003.

### Saison 2:Project Dawn(saison 1: US)
La deuxième saison ne comporte qu'un seul arc narratif s'étalant sur dix épisodes. John Porter est enlevé et exécuté par le terroriste pakistanais Latif, qui prépare un projet secret dont le nom de code est Projet Aurore (Project Dawn). Porter étant l'un des deux seuls occidentaux qui pouvait identifier Latif, la dirigeante de la Section 20, la colonel Eleanor Grant, envoie le sergent Michael Stonebridge pour retrouver l'autre témoin, l'ancien sergent de la Delta Force Damian Scott, qui se terre à Kuala Lumpur, en Malaisie.

### Saison 3:Vengeance(saison 2: US)
Il s'agit de 10 épisodes reliant le même arc narratif et constituant la suite de la saison 2. Scott repart en mission en Somalie pour sauver des otages, mais il est capturé. Stonebridge, qui a démissionné de la Section 20 afin d'être présent auprès de sa femme, est devenu instructeur dans les SAS. Il envisage de renvoyer une recrue, Jake Hanson, qu'il estime psychologiquement inapte en raison du syndrome de stress post-traumatique qui commence à apparaître, mais l'ancien SAS et frère de la recrue, Craig Hanson, le convainc de le garder. Plus tard, Stonebridge est obligé d'abattre Jake qui a sombré dans la folie et assassiné ses coéquipiers lors d'un exercice d'entraînement. Par vengeance, Craig assassine la femme de Stonebridge. Peu après, ce dernier part sauver Scott et ensemble ils évacuent les otages, mais ils vont devoir rapidement se mettre à la poursuite de détonateurs d'ogives nucléaires, qui sont convoitées par un certain Conrad Knox, riche homme d'affaires sud-africain et mécène pour l'Afrique qui engage le mercenaire Karl Matlock pour les récupérer, auquel se joindra plus tard Hanson.

### Saison 4:Shadow Warfare(saison 3: US)
Bénéficiant de longues vacances méritées, Scott et Stonebridge sont aussitôt rappelés lorsqu'un de leur collègue est assassiné en essayant de trouver des informations sur l'insaisissable terroriste Al-Zuhari.
Dalton envoie Stonebridge & Scott, rejoints par une agent de la DEA, se mettre en chasse de cet insaisissable terroriste à travers la planète. Leur mission les conduit à découvrir qu'un de leurs ennemis est en fait un allié (de la CIA) infiltré depuis 10 ans dans les réseaux terroristes en liens étroits entre djihadistes, réseaux criminels russes et anciens terroristes de l'IRA. Ils découvrent l'un des pires projets d'attentats sur le sol européen depuis l'Opération Aurore.

### Saison 5:Legacy(saison 4: US)
En mission à Bangkok, la section 20 se retrouve au milieu d'un piège visant à agrandir la puissance Nord-Coréenne avec l'aide de groupes terroristes.

### Saison 6:Retribution(saison 5: US)
L'histoire de ce nouveau Strike Back racontera la traque d'un terroriste notoire à la suite d'une brutale évasion de prison. On suivra une unité chargée d'opérations de renseignements militaires secrètes et d'opérations à haut risque. Elle va se lancer dans une chasse mortelle, qui révélera un vaste réseau d'activités criminelles interconnectées, à travers le Moyen-Orient et l'Europe. Elle va aussi découvrir une conspiration qui menace de les submerger tous...

### Saison 7:Revolution(saison 6: US)
Cette nouvelle saison voit la Section 20 enquêter sur le naufrage d'un bombardier russe en mer de Chine méridionale et la disparition de sa charge utile nucléaire. 

### Saison 8:Vendetta(saison 7: US)
Cette nouvelle saison voit la Section 20 enquêter sur le vol d'une arme biologique ainsi que d'un programme informatique dévastateur.

## Distribution

### Acteurs principaux
- Daniel MacPherson (en) (VF : Antoine Nouel) : Sergent Samuel Wyatt (depuis la saison 6)
- Alin Sumarwata (en) (VF : Brigitte Virtudes) : Caporal Gracie Novin (depuis la saison 6)
- Warren Brown (VF : Ludovic Baugin) : Sergent Thomas Macallister (depuis la saison 6)
- Jamie Bamber (VF : Eric Legrand) : Colonel Alexander Coltrane (depuis la saison 7)
- Yasemin Allen (VF : Monika Lawinska) : Katrina Zarkova (depuis la saison 7)

Anciens acteurs principaux
- Richard Armitage (VF : Stéphane Ronchewski) : John Porter (saisons 1 et 2)
- Andrew Lincoln (VF : Tanguy Goasdoué) : Hugh Collinson (saison 1)
- Shelley Conn (VF : Hélène Bizot) : Danni Prendiville (saison 1)
- Jodhi May (VF : Pascale Chemin) : Layla Thompson (saison 1)
- Philip Winchester (VF : Jean-Pascal Quilichini) : sergent Michael Stonebridge (saisons 2, 3, 4, 5 et 6 en guest)
- Sullivan Stapleton (VF : Julien Kramer) : sergent Damien Scott (saisons 2, 3, 4, 5 et 6 en guest)
- Michelle Lukes (VF : Sylvie Jacob) : sergent Julia Richmond (saisons 2, 3, 4 et 5)
- Rhashan Stone (en) (VF : Gilles Morvan) : major Oliver Sinclair (saisons 2 et 3)
- Amanda Mealing (en) (VF : Ninou Fratellini) : colonel Eleanor Grant (saison 2)
- Eva Birthistle (VF : Marianne Leroux) : capitaine Kate Marshall (saison 2)
- Rhona Mitra (VF : Laurence Charpentier) : major Rachel Dalton (saisons 3 et 4)
- Robson Green (VF : Marc Bretonnière) : lieutenant-colonel Philip Locke (saisons 4 et 5)
- Milauna Jackson (VF : Annie Milon) : Kim Martinez (saisons 4 et 5)
- Roxanne McKee (VF : Sandra Valentin) : Capitaine Natalie Roberts (saison 6)

### Acteurs récurrents
| Saison 1 - Orla Brady (VF : Martine Irzenski) : Katie Dartmouth - Nicola Stephenson (en) (VF : Laurence Dourlens) : Diane Porter - Laura Greenwood (en) (VF : Leslie Lipkins) : Alexandra Porter - Colin Salmon (VF : Thierry Desroses) : James Middleton - Ron Smerczak (en) (VF : Jean Barney) : Patrick Datmouth - Cal MacAninch (VF : Martial Le Minoux) : major Chris Pemberton - Dhaffer L'Abidine (VF : Bernard Gabay) : Hakim Al Nazeri - Shaun Parkes (VF : Christophe Peyroux) : Felix Masuku - Nick Boraine (en) (VF : Mathieu Buscatto) : Harry Curtis - David Harewood (VF : Jean-Paul Pitolin) : colonel Tshuma - Ewen Bremner (VF : Jean-François Vlérick) : Gerard Baxter - Alexander Siddig (VF : Serge Faliu) : Zahir Sharq - Toby Stephens (VF : Pierre-François Pistorio) : Frank Arlington | Saison 2 - Jimi Mistry (VF : Philippe Bozo) : major Jamal Ashkani / Latif - Alexandra Moen (en) (VF : Christine Bellier) : Kerry Stonebridge - Natalia Avelon (VF : Céline Duhamel) : Marianna - Liam Cunningham : Daniel Connolly - Alistair Petrie : Kenneth Bratton (+ saison 1 épisode 1, joué par David Butler) - Iain Glen : Gerald Crawford - Laura Haddock : Dr Clare Somersby - Rachel Shelley : Maggie - Sasha Behar (en) : Iman Zubedah / Mahmood |

| Saison 3 - Liam Garrigan (VF : Benoît Rivillon) : sergent Liam Baxter (+ saison 4, épisode 1) - Vincent Regan (VF : Jérôme Keen) : Karl Matlock - Charles Dance (VF : Philippe Catoire) : Conrad Knox - Shane Taylor (VF : Ludovic Baugin) : Craig Hanson - Stephanie Vogt (VF : Olivia Dutron) : Christy Bryant - Olivia Grant (en) (VF : Olivia Luccioni) : Ava Knox - Lyne Renée : Rebecca (+ saison 4, épisodes 1 et 2) | Saison 4 - Zubin Varla (en) (VF : Georges Caudron) : Leo Kamali - Amy-Leigh Hickman (en) (VF : Joséphine Ropion) : Ester Kamali - Tereza Srbová (VF : Margaux Laplace) : major Nina Pirogova - Dougray Scott (VF : Guillaume Orsat) : James Leatherby - Martin Clunes (en) (VF : Bernard Bollet) : Sebastian Grey - Tony Caprari : Al Zuhari - Marcel Iures : Arkady Ulyanov - Andreas Utterhall (VF : Didier Cherbuy) : Erik Andersson - Daniel Ben Zenou : Farhan - Fred Maamar Fortas : Raza Hassan - Michelle Yeoh (VF : Ivana Coppola) : Mei Foster / Li-Na - Philip Arditti (en) : Qassein - Catherine Walker : Mairead McKenna - Alexis Peterman : Natalie |

| Saison 5 - Peter Firth () : Milos Birisovitch Saison 6 - Nina Sosanya (VF : Annie Milon) : Donovan - Phil Dunster (VF : Stéphane Marais) : Lance corporal Will Jensen | Saison 7 - Alec Newman : Pavel Kuragin - Varada Sethu (VF : Audrey Sourdive) : Caporal Manisha Chetri (+ saison 8) - Marek Vašut : Colonel Beshnov |

| Saison 8 - Goran Bogdan (VF : Arnaud Arbessier) : Edon Demachi - Ivana Miličević (VF : Isabelle Gardien) : Arianna Demachi - Maxim Baldry (VF : Damien Page) : Loric Demachi - Alec Secăreanu : Zayef Hiraji - John Michie (VF : Mathieu Buscatto) : James Spencer |

- Version française
  - Société de doublage : Nice Fellow (saison 1)[4], Studio Chinkel (saison 2 à 8)[4]
  - Direction artistique : Jean-Pascal Quilichini (saison 1)[4], Antoine Nouel (saison 2 à 6)[4]
  - Adaptation des dialogues :
    - Marc Girard-Ygor et Wendy Tramier (saison 1)[4]
    - Emeline Bruley, Marie Fuchez, Didier Duclos, Xavier Hussenet et & Charles Platto (saison 2 à 5)[4]

Source VF : Doublage Séries Database

## Distribution et personnages
Richard Armitage joue le protagoniste de la première série, John Porter, un personnage remis en service par la Section 20 sept ans après sa démission d'une mission de sauvetage bâclée. Armitage décrit le personnage comme "un peu comme Lucas North [le personnage qu'il a joué dans la série d'espionnage de la BBC Spooks], uniquement avec une sorte de drogue allant plus vite." Après l'annonce de la deuxième série, Armitage a dû quitter le rôle, après s'être engagé à jouer le rôle de Thorin Oakenshield dans les films The Hobbit. Il a été remplacé par Sullivan Stapleton, qui interprète l'ancien membre de la force du Delta des États-Unis, Damian Scott, et Philip Winchester, qui interprète Michael Stonebridge. Stapleton avait initialement été choisi pour figurer dans deux séries.
Dans la première série, Andrew Lincoln joue Hugh Collinson, camarade de Porter dans la mission de 2003 et patron de la Section 20. Jodhi May joue le lieutenant Layla Thompson, "une femme ambitieuse travaillant dans un domaine dominé par les hommes et pour laquelle elle est montée au sommet". Au cours de la première série, elle se méfie de Collinson. Shelley Conn joue le sergent Danni Prendiville, un officier de la section 20 qui a une liaison avec Porter. Colin Salmon apparaît en tant que fonctionnaire James Middleton et Orla Brady joue la correspondante de guerre pour Sky enlevée, Katie Dartmouth.
À la suite du décès de Collinson, Amanda Mealing joue le rôle de son successeur, le colonel Eleanor Grant, décrit comme un "chef militaire intelligent et dur, habile avec une arme à feu et la diplomatie, mais sachant enfreindre une règle ou deux". À la fin du projet Dawn, Grant est éliminé puis remplacé par Rachel Dalton, interprétée par Rhona Mitra depuis Vengeance. Eva Birthistle joue le capitaine Kate Marshall, un "commando de crack" qui supervise le personnel militaire de la section 20, qui a également eu une liaison avec Stonebridge même si ce dernier est marié. Dans le quatrième épisode, Kate a été tuée dans une explosion. Rhashan Stone joue le major Oliver Sinclair, le bras droit de Grant et le commandant en second de la Section 20. Michelle Lukes joue le sergent Julia Richmond, l'une des plus récentes recrues de la Section 20. Lukes décrit son personnage comme "exceptionnellement brillant et techniquement brillant", capable de parler sept langues. Richmond est devenu plus actif sur le terrain à Vengeance.
Jimi Mistry joue le méchant Project Dawn, Latif, le terroriste pakistanais à l'origine du complot éponyme. Les principaux adversaires de Vengeance sont Karl Matlock, armé à la location, interprété par Vincent Regan. et Conrad Knox, un milliardaire qui utilise son travail humanitaire comme front pour fonder sa propre milice, interprété par Charles Dance.

## Production

### Développement
Après la commande d'une deuxième série, il a été annoncé que Cinemax coproduirait la franchise. Une deuxième saison de Strike Back a été commandée par Sky en août 2010, avec 10 épisodes. Plus tard, en février 2011, il a été annoncé que Sky avait signé un accord de coproduction internationale avec le réseau de télévision américain Cinemax, qui souhaitait présenter une nouvelle série dramatique originale. Les premiers épisodes de la série ont été écrits par Frank Spotnitz, un ancien de X-Files. Spotnitz a été invité à lancer la deuxième saison dans le but de repenser la série. Il a également fallu composer avec l'emploi du temps de Richard Armitage, en raison de l'engagement de l'acteur dans la série de films Le Hobbit en Nouvelle-Zélande. 
Le premier épisode de la deuxième série en dix épisodes, baptisé Project Dawn au Royaume-Uni, a été diffusé pour la première fois sur Cinemax le 12 août 2011. La troisième série en dix épisodes, intitulée Strike Back: Vengeance, a commencé à être diffusée sur Cinemax le 17 août 2012. Le 3 octobre 2012, Cinemax et Sky ont commandé une quatrième série intitulée Strike Back: Shadow Warfare, qui a été diffusée sur Cinemax à compter du 9 août 2013. La cinquième série intitulée Strike Back: Legacy a été diffusée en 2015, avec le dernier épisode diffusé le 29 juillet, et à ce moment-là, ce devait être la dernière série de la série.
Après le départ des deux acteurs principaux en 2015, la production avait envisagé une nouvelle aventure sur grand écran mais finalement la chaîne Cinemax et les producteurs de Left Bank Pictures ont décidé de produire une sixième saison avec une distribution renouvelée en 2017.
Les notes attribuées à Strike Back étaient relativement élevées pour les réseaux d'origine. La première de Sky One a été vue par près de 400 000 téléspectateurs (selon les chiffres du jour au lendemain), soit trois fois plus que la part d'audience moyenne obtenue pour le créneau horaire de la chaîne après trois mois. Project Dawn a été présenté à plus de 600 000 personnes. La première de Cinemax a vu les meilleures cotes du réseau depuis 2005.
La série télévisée est basée sur un roman du même nom de Chris Ryan, un ancien soldat des SAS connu comme le seul membre de son unité, Bravo Two Zero, à échapper à la capture par les forces irakiennes pendant la guerre du Golfe en 1991. considéré comme l'évasion la plus difficile pour un soldat britannique. Ryan est devenu romancier après avoir quitté le SAS. Andy Harries, directeur de sa société de production, Left Bank Pictures, a vu le roman Strike Back à l’aéroport en vacances, mais n’a jamais eu le temps de le lire. Quoi qu’il en soit, il a quand même réussi à présenter l’idée d’une série du roman à Elaine Pyke, responsable du drame chez Sky, qui l’a commandée. Harries a déclaré à propos de l'expérience: "J'ai lu le dos du livre juste pour me rappeler, je me souviens qu'Elaine avait dit" Quelle est l'histoire "et que je lui avais dit" Ne t'inquiète pas pour ça, c'est vraiment le sens de la pièce. " Cette commission fait désormais partie de l’engagement de Sky consistant à produire des dramatiques originales basées sur des romans, d’une valeur de 10 millions de livres sterling, à la suite du succès du réseau dans l’adaptation des romans de Discworld de Terry Pratchett. Cela faisait également partie de la tentative de Sky de reproduire le rythme des séries d’actions américaines, dont le numéro 24. Chris Ryan a participé au projet en tant que consultant et conseiller en matière de séries. Harries a également servi de producteur dans la série.

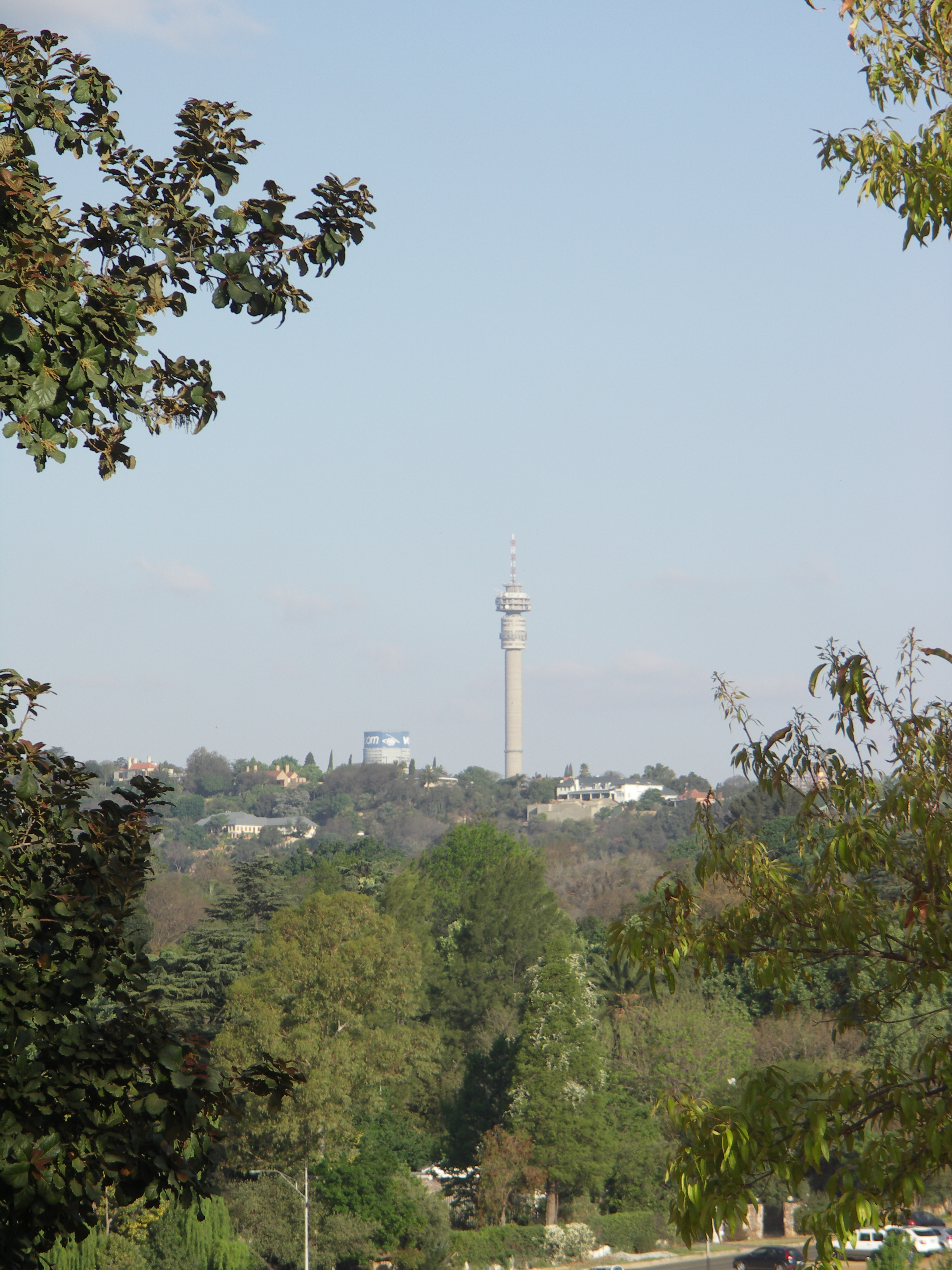
Johannesbourg (Afrique du Sud), où la série a été tournée.

### Entraînement
Dans la première série, Armitage devait "se préparer pour le rôle". L'acteur a passé dix semaines avec un entraîneur au Royaume-Uni, avant de s'installer à Johannesbourg, où la première série a été tournée, et de participer à davantage de formation. Avant la deuxième série, les membres principaux de la distribution ont suivi une formation intensive de type bootcamp en Afrique du Sud, dispensée par d'anciens opérateurs SAS et SBS. Les deux pilotes Stapleton et Winchester ont suivi l’entraînement le plus intensif. Les acteurs ont été formés à de nombreux aspects, dont la course, le travail d'équipe, les manœuvres tactiques avec et sans armes et diverses tactiques militaires. Winchester a rappelé son expérience d’entraînement. "[Sullivan Stapleton] et moi nous rencontrions tous les matins à 6 heures. Nous allions courir à un endroit choisi et en chemin, nous devions mémoriser les noms des rues et les directions, puis nos formateurs disaient 'cette voiture vient de passer quel était le numéro de plaque d'immatriculation? Nos formateurs étaient d'anciens types SAS qui nous ont fait tout étudier en détail, par exemple, nous avons appris pas à pas à entrer dans une pièce par deux, puis tout seul. Nous devions en même temps savoir constamment où se trouvait notre arme. qualifié."
La série utilise une vaste gamme d’armes à feu et d’autres armes, notamment des armes de poing, des fusils d’assaut et de tireur d’élite, des grenades propulsées par fusée, des grenades à main et d’autres explosifs, ainsi que des couteaux et d’autres armes. Lors de l'entraînement, les membres de la distribution ont commencé par porter des poids imitant les armes afin qu'ils puissent s'habituer à les porter pendant le tournage. Ils ont ensuite appris à manipuler diverses armes à feu utilisées dans la série pour la rendre aussi réelle que possible. Ils ont également appris à démonter et à réassembler, à utiliser des armes et à recharger les armes utilisées avant les scènes / les tirs. D'anciens soldats des forces SAS et de la SBS ont dispensé bon nombre des cours d'entraînement aux armes, et ont également assisté au tournage afin de superviser et de conseiller les membres de la distribution sur le traitement et l'utilisation appropriés des différentes armes et tactiques utilisées dans différentes scènes.

### Tournage et lieux
Le tournage de la première série a commencé en Afrique du Sud en août 2009 et a été tourné avec un film 35 mm. Les caméras 35 mm ont été utilisées parce que l’équipage les considérait comme "le meilleur moyen de capture disponible". Trois films Kodak ont été utilisés pour le tournage de la série, ainsi que divers appareils photo Arri. Chaque scène utilise au moins deux caméras, mais l’équipage utilise régulièrement quatre angles de caméra.
Ayant travaillé plusieurs fois en Afrique du Sud par le passé, il a [clarifié] décidé d'utiliser le pays comme lieu de tournage de la série, car il pensait qu'il pourrait être reproduit n'importe où dans le monde. La première série a été largement tournée dans la province du Gauteng, notamment à Johannesbourg, sa capitale. Les membres de l'équipage local étaient habitués à collaborer avec l'équipage britannique. À partir de Project Dawn, Le Cap a été largement utilisé comme lieu de tournage. D'autres épisodes ont été tournés à Durban et à Springbok, dans le nord du Cap. Avant de tourner Project Dawn, l’équipe de production était à la recherche de lieux de tournage en Europe, en Amérique du Sud et aux États-Unis. La série serait également tournée à Budapest, en Hongrie. D'autres scènes ont également été tournées au Royaume-Uni. Les deux premiers épisodes de Vengeance devaient initialement être tournés au Mozambique, mais une semaine avant le début du tournage, le pays avait "un rassemblement massif de combattants de la liberté".

## Diffusion et réception

### Diffusion et notes
La série a été diffusée sur Sky One au Royaume-Uni. La première série a commencé à être diffusée le 5 mai 2010, diffusant à l'origine deux épisodes pendant trois semaines. Selon les chiffres d'audience de 24 heures, le premier épisode a été vu par 398 000 téléspectateurs et une part d'audience de 1,7 %, devenant l'une des émissions non terrestres les plus regardées et a plus que triplé l'auditoire moyen de Sky One par rapport aux trois mois précédents. Project Dawn a commencé le 21 août 2011, mais ne montrait qu'un épisode par semaine à ce moment-là. Les audiences d’aujourd’hui ont connu une nette augmentation par rapport à la première diffusion de la série, ayant attiré 616 000 téléspectateurs, avec une part d’audience de 2,6 %. La vengeance a été créée le 2 septembre 2012, mais a baissé à 385 000 et a été battue par de nouveaux épisodes de The Simpsons et Sinbad, diffusés sur la même chaîne.
Les États-Unis n'avaient pas initialement diffusé la première série, mais le 25 octobre 2013, elle avait été diffusée sous le titre Strike Back: Origins. Project Dawn a été la première série diffusée aux États-Unis. Elle a été diffusée le 12 août 2011 sur Cinemax. La première a attiré 567 000 téléspectateurs lors de sa première diffusion, et 500 000 autres ont regardé le film. deux rappels suivants. Malgré la disponibilité limitée du réseau sur la télévision américaine (seuls 16,7 millions de foyers disposent de Cinemax), il s'agit de la meilleure performance d'audience du réseau depuis la diffusion du film Titanic en 2005. Vengeance a été créée avec deux épisodes consécutifs, le 17 août 2012. Il a attiré 390 000 téléspectateurs, avec une augmentation du nombre de téléspectateurs à plus d'un demi-million. Vengeance a attiré en moyenne 310 000 téléspectateurs, avec un score de 0,13 entre 18 et 49.
La série est également disponible dans d'autres pays. En Australie, la première série a été diffusée sur ABC1, avec Project Dawn sur Channel Seven. Au Canada, l'émission est diffusée sur HBO Canada, alors qu'en France, elle est diffusée sur Canal+ puis OCS. En Belgique, la deuxième série de l'émission a commencé à être diffusée sur La Deux le 28 avril 2013 alors que la chaîne ne diffusait pas la première série.

## Épisodes
| Saison | Saison | Épisodes | Diffusion originale sur Sky1 / Cinemax | Diffusion originale sur Sky1 / Cinemax |
| Saison | Saison | Épisodes | Début de saison                        | Fin de saison                          |
| ------ | ------ | -------- | -------------------------------------- | -------------------------------------- |
|        | 1      | 6        | 5 mai 2010                             | 19 mai 2010                            |
|        | 2      | 10       | 12 août 2011                           | 21 octobre 2011                        |
|        | 3      | 10       | 17 août 2012                           | 12 octobre 2012                        |
|        | 4      | 10       | 9 août 2013                            | 18 octobre 2013                        |
|        | 5      | 10       | 3 juin 2015                            | 29 juillet 2015                        |
|        | 6      | 10       | 31 octobre 2017                        | 28 février 2018                        |
|        | 7      | 10       | 25 janvier 2019                        | 29 mars 2019                           |
|        | 8      | 10       | 25 février 2020                        | 17 avril 2020                          |

### Première saison:Chris Ryan's Strike Back(2010)
1. Mission Irak, première partie (Épisode 1)
2. Mission Irak, deuxième partie (Épisode 2)
3. Mission Zimbabwe, première partie (Épisode 3)
4. Mission Zimbabwe, deuxième partie (Épisode 4)
5. Mission Afghanistan, première partie (Épisode 5)
6. Mission Afghanistan, deuxième partie (Épisode 6)

### Deuxième saison:Project Dawn(2011)
1. Delhi, première partie (Épisode 1)
2. Delhi, deuxième partie (Épisode 2)
3. Un Irlandais en colère, première partie (Épisode 3)
4. Un Irlandais en colère, deuxième partie (Épisode 4)
5. Darfour, première partie (Épisode 5)
6. Darfour, deuxième partie (Épisode 6)
7. Kosovo, première partie (Épisode 7)
8. Kosovo, deuxième partie (Épisode 8)
9. Budapest, première partie (Épisode 9)
10. Budapest, deuxième partie (Épisode 10)

### Troisième saison:Vengeance(2012)
1. Somalie, mêmes joueurs, nouvelles règles, première partie (Épisode 1)
2. Somalie, mêmes joueurs, nouvelles règles, deuxième partie (Épisode 2)
3. Niger, Frères d'armes, première partie (Épisode 3)
4. Niger, Frères d'armes, deuxième partie (Épisode 4)
5. Le Cap, première partie (Épisode 5)
6. Le Cap, deuxième partie (Épisode 6)
7. Le prix à payer : Zimbabwe, première partie (Épisode 7)
8. Le prix à payer : Zimbabwe, deuxième partie (Épisode 8)
9. Combattants de la liberté : Johannesburg, première partie (Épisode 9)
10. Combattants de la liberté : Johannesburg, deuxième partie (Épisode 10)

### Quatrième saison:Shadow Warfare(2013)
1. Colombie, première partie - Colombie / Liban (Dalton) (Épisode 1)
2. Colombie, deuxième partie - Colombie, Bogota / Liban (Dalton) (Épisode 2)
3. Liban, première partie - Liban, Beyrouth (Épisode 3)
4. Liban, deuxième partie- Liban, Beyrouth (Épisode 4)
5. Hongrie, première partie - Hongrie, Budapest (Épisode 5)
6. Hongrie, deuxième partie - Hongrie, Budapest (Épisode 6)
7. Russie, première partie - Russie, Black Bear Prison & Drezna (Épisode 7)
8. Russie, deuxième partie - Russie, Black Bear Prison & Drezna (Épisode 8)
9. Allemagne, première partie - Allemagne (Épisode 9)
10. Allemagne, deuxième partie - Allemagne (Épisode 10)

### Cinquième saison:Legacy(2015)
Le 28 octobre 2013, la série a été renouvelée pour une cinquième et ultime saison de dix épisodes prévue initialement pour 2014, a été repoussée officiellement pour 2015, à cause d'une blessure grave de l'acteur principal Sullivan Stapleton. Le tournage a lieu en Asie et en Europe. La saison a été diffusée du 31 juillet au 9 octobre 2015 aux États-Unis, et en France depuis le 8 décembre 2015 sur Canal+ Séries.
1. Thaïlande, première partie (Épisode 1)
2. Thaïlande, deuxième partie (Épisode 2)
3. Thaïlande, troisième partie (Épisode 3)
4. Thaïlande, quatrième partie (Épisode 4)
5. Corée du Nord, première partie (Épisode 5)
6. Corée du Nord, deuxième partie (Épisode 6)
7. Autriche, première partie (Épisode 7)
8. Autriche, deuxième partie (Épisode 8)
9. Suisse, première partie (Épisode 9)
10. Suisse, deuxième partie (Épisode 10)

### Sixième saison:Retribution(2017)
Elle a été diffusée à partir du 30 octobre 2017 sur Sky1, et à partir du 2 février 2018 sur Cinemax. Les acteurs Philip Winchester et Sullivan Stapleton reprennent leurs rôles respectifs dans les deux derniers épisodes de la saison en tant que guests stars.
1. Libye, première partie (Retribution: Episode 1)
2. Libye, deuxième partie (Retribution: Episode 2)
3. Hongrie, première partie (Retribution: Episode 3)
4. Hongrie, deuxième partie (Retribution: Episode 4)
5. Biélorussie, première partie (Retribution: Episode 5)
6. Biélorussie, deuxième partie (Retribution: Episode 6)
7. Allemagne, première partie (Retribution: Episode 7)
8. Allemagne, deuxième partie (Retribution: Episode 8)
9. Croatie, première partie (Retribution: Episode 9)
10. Croatie, deuxième partie (Retribution: Episode 10)

### Septième saison:Revolution(2019)
Elle est diffusée depuis le 25 janvier 2019 sur Cinemax.
1. Malaisie, première partie (Revolution: Episode 1)
2. Malaisie, deuxième partie (Revolution: Episode 2)
3. Inde, première partie (Revolution: Episode 3)
4. Inde, deuxième partie (Revolution: Episode 4)
5. Myanmar, première partie (Revolution: Episode 5)
6. Myanmar, deuxième partie (Revolution: Episode 6)
7. Indonésie, première partie (Revolution: Episode 7)
8. Indonésie, deuxième partie (Revolution: Episode 8)
9. Pakistan, première partie (Revolution: Episode 9)
10. Pakistan, deuxième partie (Revolution: Episode 10)

### Huitième saison:Vendetta(2020)
Le 27 février 2019, Cinemax renouvelle la série pour une huitième saison, qui sera la dernière, elle a été diffusée du 25 février 2020 au 17 avril 2020.
1. Albanie, première partie (Vendetta: Episode 1)
2. Albanie, deuxième partie (Vendetta: Episode 2)
3. Israël, première partie (Vendetta: Episode 3)
4. Israël, deuxième partie (Vendetta: Episode 4)
5. Munich, Première partie (Vendetta: Episode 5)
6. Munich, Deuxième partie (Vendetta: Episode 6)
7. Albanie, Première partie (Vendetta: Episode 7)
8. Albanie, Deuxième partie (Vendetta: Episode 8)
9. Croatie (Vendetta: Episode 9)
10. Russie (Vendetta: Episode 10)

## Réception critique
Strike Back a reçu des critiques généralement positives de la part des critiques de télévision.

## Récompenses et nominations
Strike Back a été nommé pour six distinctions, dont deux victoires. En 2010, la première série a été mise en nomination pour le prix du meilleur choix numérique aux National Television Awards. En 2012, la série a été nommée pour le Primetime Emmy Award du meilleur titre principal et Eva Birthistle a été nommée pour la meilleure actrice dans un second rôle télé lors de la neuvième édition des Irish Film & Television Awards en 2012. La même année, Strike Back a remporté le prix Conch Award de la UK Screen Association pour le meilleur drame télévisé de l’année. En outre, la série a remporté un prix de la Royal Television Society pour les meilleurs effets spéciaux, avec la société sud-africaine Big Bang Stunts & Effects. Il a également été nommé pour le meilleur son en théâtre en 2010.

## Accueil communiqués de presse
La première série de Strike Back est sortie le 7 juin 2010 au Royaume-Uni (région 2) sur un DVD et un disque Blu-ray Disc, deux semaines plus tard, plus de deux semaines après sa conclusion à la télévision. En Australie (région 4), le DVD a été lancé le 3 mai 2011, tandis que le Blu-ray est sorti plus tard le 2 juin. La sortie comprenait les six épisodes, qui ont été montés en trois épisodes, ainsi que des longs métrages spéciaux, à savoir des interviews de comédiens et une featurette dans les coulisses.
La deuxième série, Project Dawn, a été lancée le 14 novembre 2011 sur un DVD et un disque Blu-ray. Elle comprend les dix épisodes de la série, ainsi que les fonctions spéciales Top Secrets: Making Strike Back: Project Dawn et Firearms Training. et Scott Vs Igor Fight Scene featurettes, ainsi que des titres diffusés. Le même jour de sa sortie, une collection des deux séries a également été publiée sur DVD et Blu-ray. Aux États-Unis (région 1), la série intitulée Strike Back: Cinemax Season One est sortie le 7 août 2012. La sortie américaine comprend des commentaires audio de divers membres de la distribution et de l'équipe de tournage sur cinq épisodes, ainsi qu'un DVD et une copie numérique sur l'édition Blu-ray. Vengeance est sorti en DVD le 5 novembre 2012 au Royaume-Uni. Les cinq séries sont maintenant disponibles sur DVD, la cinquième série n'étant disponible qu'au Royaume-Uni jusqu'au 1er mars 2016, date à laquelle les versions nord-américaine des disques DVD et Blu-ray seront publiées. Les séries 1 à 5 sont disponibles au Royaume-Uni sous forme de DVD PAL et les séries 2 à 5 (North American Cinemax séries 1 à 4) sont ou seront disponibles en Amérique du Nord sous forme de DVD NTSC et de disques Blu-ray à compter du 1er mars 2016.

## Projet sur grand écran et reboot
Selon le site Entertainment Weekly, une version grand écran serait en développement chez le studio producteur de la série, Left Bank Pictures. Il devrait être tourné en Afrique du Sud et donné lieu à des suites, l'idée étant de lancer une franchise cinéma d'action. Les deux acteurs principaux, Sullivan Stapleton et Philip Winchester devraient à priori reprendre leurs rôles respectifs, si toutefois leur agenda n'est pas trop chargé, sachant que Stapelton tourne actuellement la série Blindspot et Winchester dans Chicago Justice diffusée à l'hiver 2017 sur le réseau NBC.
Le 12 décembre 2016, le site IGN.com annonce finalement que la série va devenir en fait un reboot pour Cinemax avec une formule différente de la précédente avec une distribution chorale dans le plus pur style Fast and Furious. D'après les informations recueillies auprès de Deadline, la Section 20 reprendra du service afin de traquer un nouvel ennemi impliquant une menace terroriste globale. D'ores et déjà, plusieurs comédiens sont confirmés à la distribution comme les actrices Alin Samurwata et Roxanne McKee et les acteurs Daniel MacPherson et Warren Brown.

## Générique
Le titre Short Change Hero du groupe britannique The Heavy est la musique du générique de la série à partir de la saison 2.

## Produits dérivés

### Sorties DVD
| Saison | Sortie en DVD et Blu-ray | Sortie en DVD et Blu-ray | Sortie en DVD et Blu-ray |
| Saison | Zone 1                   | Zone 2                   | Zone 4                   |
| ------ | ------------------------ | ------------------------ | ------------------------ |
| 1      | 26 juin 2012             | 5 mai 2011               | 5 mai 2011               |
| 2      | 7 août 2012              | 14 novembre 2011         | 5 décembre 2012          |
| 3      | 6 août 2013              | 5 novembre 2012          | 24 décembre 2014         |
| 4      | 4 août 2015              | 6 janvier 2014           | 25 novembre 2015         |
| 5      | 1er mars 2016            | 10 août 2015             | 17 août 2016             |
| 6      | 21 août 2018             | 12 septembre 2018        | 15 août 2018             |
| 7      | 6 août 2019              | 21 août 2019             | 7 août 2019              |
| 8      | 24 novembre 2020         | 4 novembre 2020          | 26 août 2020             |